# Stanislav Kochanovsky
Stanislav Kochanovsky   (Sant Petersburg, 28 de setembre de 1981) és un director i organista rus.

## Biografia
Stanislav Kochanovsky va néixer a Sant Petersburg i es va graduar amb honors en el Conservatori de la mateixa ciutat, en tres especialitats: director de coral a la classe de T. I. Khitrova (2004), orgue a la classe de N. I. Oksentyan (2004) i director d'òpera i simfònica a la classe de A. V. Titov (2008).
Del 2010 al 2015 - fou director en cap de l'Orquestra Simfònica Acadèmica de la Filharmònica Estatal del Caucas del Nord que porta el nom de Vassili Safónov, amb la que va debutar a Moscou el 2011 a l'escenari de la Sala de Concerts, Txaikovski i Kazan en Sala de Concerts Saidashev.
L'any 2005 va debutar a l'escenari del Teatre del Conservatori Estatal de Sant Petersburg amb l'òpera Иоланта (en català, Iolanta). Del 2007 al 2010 - era director del Teatre Mikhailovsky de Sant Petersburg, amb la que va fer una gira pels escenaris de l'Òpera Nacional Anglesa (Londres) i del Teatre La Fenice (Venècia).
Stanislav Kochanovsky col·labora amb les principals orquestres de Rússia: l'Orquestra Simfònica Acadèmica de Rússia, Svetlanov, l'Orquestra Nacional Russa, l'Orquestra Filharmònica Nacional de Rússia, l'Orquestra Simfònica Acadèmica de les Societats Filharmòniques de Moscou i Sant Petersburg, l'Orquestra del Teatre Mariinsky.
El 2013 va debutar al Festival de les nits blanques de Valery Gergiev. És director convidat del Teatre Mariinsky, on dirigeix regularment concerts i representacions d'òpera: Boris Godunov, Khovanshchina, Kniaz' Igor, Tosca, Madame Butterfly, Eugene Onegin, Iolanta, Carmen, Samson et Dalila.
El repertori del director inclou més de 30 actuacions d'òpera i ballet.

El 2014 va debutar amb l'orquestra de l'Acadèmia Nacional de Santa Cecília de Roma.
"Stanislav Kochanovsky va ser un autèntic descobriment. Es tracta d'un jove director d'orquestra que està destinat a convertir-se en un dels principals herois de la vida musical en un futur pròxim. Va demostrar tanta flexibilitat i talent, així com la capacitat d'animar i dirigir l'orquestra. Un descobriment brillant... Una actuació meravellosa, on hi havia potència i brillantor, però alhora claredat, transparència i lirisme",
va assenyalar el periodista Michele Suozzo durant una retransmissió en directe a RAI Ràdio 3.
També s'està desenvolupant ràpidament una carrera internacional, que inclou actuacions amb les millors formacions arreu del món. En els darrers anys, Kochanovsky ha realitzat diverses produccions a grans teatres d'òpera: Iolanta a Florència (Opera di Firenze, Maggio Musicale Fiorentino), Píkovaia dama i Eugene Onegin a Zuric (Opernhaus Zürich), Kniaz' Igor a Amsterdam (holandès). Òpera Nacional), Boris Godunov a Seül (Òpera Nacional de Corea).
Entre els solistes amb els quals el director va col·laborar també i figuren una llarga llista amb els millors artistes actuals. Stanislav Kochanovsky és un convidat habitual dels festivals més grans: "Festival de les nits blanques" al Teatre Mariinsky, Klarafestival (Brussel·les), MITO Settembre Musica (Milà i Torí), Usedom Music Festival (Alemanya) consecutius, el Festival de Verbier ha acollit concerts de les òperes Eugene Onegin (2017), Rigoletto (2018) i La flauta màgica (2019), així com concerts simfònics. Hi un concert de l'òpera Hänsel i Gretel l'estiu de 2022.
Els esdeveniments notables dels darrers anys han estat la representació d'obres molt poc escoltades: l'Acta preliminar al Mysterium de Skriabin i el Rèquiem de Ligeti amb l'Orquestra Nacional de Bèlgica a Brussel·les. Cantates Van Gilse "Shulamith" amb l'Orquestra Filharmònica de la Ràdio dels Països Baixos. "La Sirenita" de Zemlinsky, Paràbola per a orquestra "Silenci" de Miaskovski i Simfonia núm. 21 "Kaddish" de Weinberg amb l'Orquestra Filharmònica Nacional de Rússia a Moscou.
Kochanovsky presta molta atenció a les interpretacions de compositors contemporanis: Ivan Fedele, Sofia Gubaidúlina, Brett Dean, Tobias Broström, Bart Wisman, Nikola Campogrande, Rolf Martinsson, Osvaldo Golihov, Anna Thorvaldsdottir, Vladimir Tarnopolsky, Jaan Rääts i altres.

## Situació familiar
Casat, té dues filles.